# Leyenda de Teodorico

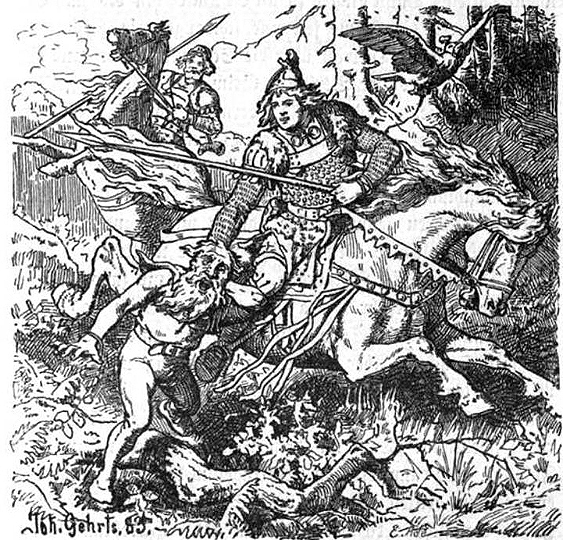
Teodorico captura al enano Alfrico, obra de Johannes Gehrts.

La Leyenda de Teodorico (en nórdico antiguo: Þiðrekssaga, también Thidreksaga, Thidrekssaga, Niflungasaga y Vilkina saga) o Saga de Teodorico de Verona (en nórdico antiguo: Þiðreks saga af Bern) es la saga de un hidalgo (novela de caballerías) que cuenta las aventuras y hazañas de Teodorico de Verona (Dietrich von Bern), basada en el personaje histórico de Teodorico el Grande.
Se considera una obra pseudo-histórica, fechada hacia finales del siglo XIII, y algo inusual entre las sagas caballerescas al haber sido traducido del alemán. Posiblemente, la primera versión, hoy desaparecida, fue escrita en bajo alemán y usada como fuente por un anónimo autor noruego.
El concepto de Vilkina saga se adoptó cuando la saga se mostró como fuente sobre los orígenes del reino de Suecia, en tiempos de un rey llamado Vilkinus, aunque la parte relacionada con el país escandinavo es relativamente breve en comparación con la totalidad de la obra.